# کانی کوزله (مریوان)
کانی کوزله، روستایی از توابع بخش مرکزی شهرستان مریوان در استان کردستان ایران است.

## جمعیت
این روستا در دهستان سرکل قرار دارد و براساس سرشماری مرکز آمار ایران در سال ۱۳۸۵، جمعیت آن ۱۰۰ نفر (۱۹خانوار) بوده‌است.